# Felix Linden

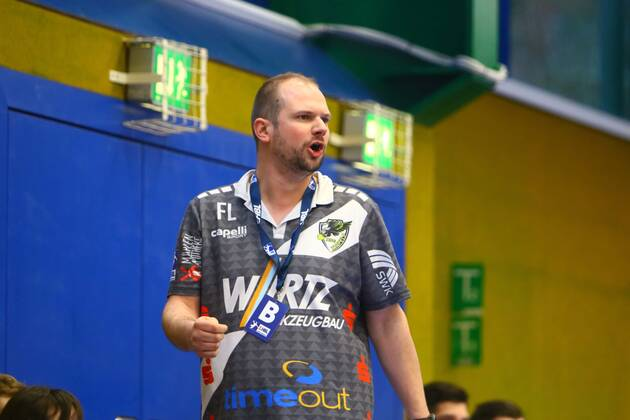
Felix Linden bei einem Spiel der HSG Krefeld

Felix Linden (* 23. September 1988 in Tönisvorst) ist ein deutscher DHB-A-Lizenztrainer und zertifizierter DHB-Nachwuchsleistungstrainer, Buchautor sowie ehemaliger Trainer der HSG Krefeld. Ab der Saison 2021/22 ist Linden Trainer beim TuS 08 Lintorf.

## Karriere
In der Saison 2019/20 der 2. Handball-Bundesliga fungierte Linden zuerst als Co-Trainer und ab der Rückrunde als Cheftrainer bei der Handball-Spielgemeinschaft Krefeld.
Des Weiteren ist Linden Buchautor und hat seit 2017, zusammen mit Jörg Madinger, Bücher über verschiedene Themenbereiche des Handballs veröffentlicht, die ebenfalls in Englisch zu erhalten sind. 2020 referierte er bei dem renommierten Handball-Online-Kongress zum Thema Freiwürfe.
In der Saison 2021/22 stieg er mit dem TuS 08 Lintorf in die Oberliga auf.

## Privates
Linden lebt in Issum und ist Grundschullehrer.